# Frank DeMay McConnell
Frank DeMay McConnell (* 20. Mai 1942 in Louisville, Kentucky; † 17. Januar 1999 in Lompoc, Kalifornien) war ein amerikanischer Film- und Literaturwissenschaftler.

## Jugend und Ausbildung
In Kentucky geboren und auf den Namen Francis getauft, besuchte er als Schüler die St. Xavier High School in Louisville. Er schloss sein Studium an der University of Notre Dame 1964 mit summa cum laude ab und ging dann an die Yale University, wo er 1965 seinen M.A. und 1968 seinen Ph.D. erhielt. Die Dissertation hat er unter der Leitung von Harold Bloom über Wordsworths The Prelude geschrieben.

## Universitätslaufbahn
Von 1967 bis 1971 lehrte er an der Cornell University, danach von 1971 bis 1981 an der Northwestern University in Chicago. 1982 wurde er dann als ordentlicher Professor an die Anglistik Fakultät der University of California in Santa Barbara berufen. In den nächsten 16 Jahren hielt er Vorlesungen über die Themenfelder Romantik, moderne und zeitgenössische amerikanische Belletristik, Erzählung, Science-Fiction und Shakespeare. Die Studentenvereinigung Mortar Board wählte ihn viermal zum „Professor des Jahres“.
Er forschte über Film- und Literaturkritik, schrieb Kriminalromane und zahlreiche Zeitschriftenartikel. Jahrelang war er Medienkorrespondent für die katholische Zeitschrift Commonweal. Er saß mehrmals in der Jury des Pulitzer-Preises für Belletristik. Er war bekannt für seinen robusten Humor und galt als hochgradig zotiger, unterhaltsamer und beliebter Lehrer. Seine Hobbys waren Jazz, Shakespeare und Science-Fiction.

### Rezeption
Die überarbeitete Dissertation wurde veröffentlicht unter dem Titel The Confessional Imagination: A Reading of Wordsworth's Prelude (1974). Eine Besprechung wertete das Buch als "Subtil und interessant". Das Dämonische in der Literatur der Romantik, etwa im einzigen Theaterstück von William Wordsworth, The Borderers, beschäftigte McConnell immer wieder.
Seine 1979 Monographie Storytelling and Mythmaking basiert auf der These, dass Erzählungen in den Film- und Printmedien für Menschen überlebenswichtig seien. Die Selbstidentifikation der Leser mit fiktiven Gestalten gehöre zu den effektivsten Mitteln der Selbsthilfe, die die Menschheit kennt.
McConnells Definition von Satire in Storytelling and Mythmaking wurde langfristig rezipiert; er betont dabei den Aspekt der Wiederholung. Was einmal als tragisch empfunden wurde, wird bei der Wiederholung in einem anderen Rahmen zur Farce.

## Familie
Er war zweimal verheiratet (Carolyn Peak und Celeste Pernicone) und hatte zwei Kinder und einen Stiefsohn. Zum Zeitpunkt seines durch einen Sturz verursachten Todes mit 57 Jahren, wohnte er in Lompoc, Kalifornien.

## Wissenschaftliche Veröffentlichungen
- The Confessional Imagination: a Reading of Wordsworth’s Prelude (1974).
- The Spoken Seen: Film and the Romantic Imagination (1975).
- Four Postwar American Novelists: Bellow, Mailer, Barth and Pynchon (1977).
- Storytelling and Mythmaking: Images from Film and Literature (1979).
- The Science Fiction of H.G. Wells (1981).
- Darüber hinaus mehr als 50 Aufsätze und Dutzende von Rezensionen.

## Detektiv-Romane
- Murder Among Friends (1983).
- Blood Lake (1987).
- The Front King (1990).
- Liar’s Poker (1993).

In den Romanen spielt die katholische Nonne, Schwester Bridget O’Toole, eine Hauptrolle. Sie hat das Detektivbüro ihres Vaters geerbt und arbeitet zusammen mit Henry Garnish, einem kettenrauchenden, trinkfesten und salbungsvollen Assistent. Freunde erkannten Garnish als die bevorzugte Persona des Schriftstellers.